# Razak Nuhu
Abdul Razak Nuhu (ur. 1 maja 1991 w Tamale) – ghański piłkarz grający na pozycji lewego obrońcy.

## Kariera klubowa
Swoją karierę piłkarską Nuhu rozpoczął w Right to Dream Academy. W 2011 roku został zawodnikiem Manchesteru City. W tym samym roku został wypożyczony do Strømsgodset IF. Swój debiut w Tippeligaen zanotował 19 czerwca 2011 w przegranym 2:4 wyjazdowym meczu z Lillestrøm SK. W 2012 roku wywalczył ze Strømsgodset mistrzostwo Norwegii. Na koniec sezonu 2013 został z tym klubem mistrzem Norwegii. W 2014 grał w Apollonie Limassol, a następnie został zawodnikiem klubu Anorthosis Famagusta.
| Sezon   | Klub                 | Kraj     | Rozgrywki                 | Mecze | Bramki |
| ------- | -------------------- | -------- | ------------------------- | ----- | ------ |
| 2010/11 | Manchester City      | Anglia   | Premier League            | 0     | 0      |
| 2011    | Strømsgodset IF      | Norwegia | Tippeligaen               | 11    | 0      |
| 2012    | Strømsgodset IF      | Norwegia | Tippeligaen               | 25    | 1      |
| 2013    | Strømsgodset IF      | Norwegia | Tippeligaen               | 6     | 0      |
| 2013/14 | Apollon Limassol     | Cypr     | Protathlima A’ Kategorias | 5     | 0      |
| 2014/15 | Anorthosis Famagusta | Cypr     | Protathlima A’ Kategorias | 28    | 1      |
| 2015/16 | Anorthosis Famagusta | Cypr     | Protathlima A’ Kategorias | 19    | 0      |
| 2017    | Fredrikstad FK       | Norwegia | 1. divisjon               | 18    | 0      |

## Kariera reprezentacyjna
W reprezentacji Ghany Nuhu zadebiutował 15 sierpnia 2012 w zremisowanym 1:1 towarzyskim meczu z Chinami.